# Jaroslav Mevald
Jaroslav Mevald (9. listopadu 1978 – 10. listopadu 2017) byl český voják – desátník. Prezident republiky Miloš Zeman jej vyznamenal Medaili Za hrdinství. Jako střelec ve věži vozidla MRAP vyrazil 12. července 2014 na patrolu z afghánské základny ISAF Bagrám. Patrolu napadli povstalci a vozidlo, ve kterém byl, zasáhl reaktivní granát. I přes vážné zranění hlavy a ruky pokračoval v boji.
Zemřel náhle v předvečer dne veteránů 10. listopadu 2017.